# Caraguatá (Uruguai)
Caraguatá és una entitat de població de l'Uruguai, ubicada al sud del departament de Rivera.
Es troba a 224 metres sobre el nivell del mar. Té una població aproximada de 1.447 habitants.